# Azygopleon schmitti
Azygopleon schmitti là một loài chân đều trong họ Bopyridae. Loài này được Pearse miêu tả khoa học năm 1932.